# Liste des biens culturels importants du Japon (ère Shōwa : bâtiments)
Cette liste présente des constructions du Japon datant de l'ère Shōwa désignées biens culturels importants du Japon. Au vingt février 2012, trente-sept constructions ou groupes de bâtiments font partie du patrimoine culturel du Japon. Une entrée dans cette liste peut recouvrir plus d'un élément.

## Bâtiments
| Site | Date    | Emplacement                                        | Commentaires | Image |
| --- | ------- | -------------------------------------------------- | --- | ----- |
| Résidence de la famille Kon (金家住宅, Konge jūtaku) | 1925    | Kita-Akita, Préfecture d'Akita                     | La désignation comprend quatre éléments : une résidence de style occidental, une résidence de style japonais, un entrepôt de riz, magasin; l'une des rares résidences hybrides de Tōhoku                        |       |
| Barrage de Marunuma (丸沼堰堤, Marunuma entei) | 1931    | Katashina, Préfecture de Gunma                     | 88,2 m de large, 32,1 m de haut ; Énergie hydroélectrique |       |
| Ancien musée des sciences de Tokyo, bâtiment principal (旧東京科学博物館本館, kyū-Tōkyō kagaku hakubutsukan honkan)                                       | 1931    | Parc d'Ueno, Tokyo                                 | Partie de la reconstruction après le séisme de 1923 de Kantō ; à présent musée national de la nature et des sciences de Tokyo                                                                                   |       |
| Ancien musée impérial de Tokyo, bâtiment principal (旧東京科学博物館本館, kyū-Tōkyō teishitsu hakubutsukan honkan),                                       | 1937    | Parc d'Ueno, Tokyo                                 | Construit après le grand séisme de Kantō pour six millions de yens d'après les plans de Watanabe Hitoshi; à présent Musée national de Tokyo                                                                     |       |
| Musée national de l'art occidental, bâtiment principal (国立西洋美術館本館, Kokuritsu seiyō bijutsukan honkan),                                           | 1959    | Parc d'Ueno, Tokyo                                 | Par Le Corbusier; soumis en 2007 en vue d'une inscription au patrimoine mondial de l'UNESCO; n'est pas un trésor national du Japon                                                                              |       |
| Mitsui, bâtiment principal (三井本館, Mitsui honkan), | 1929    | Nihonbashi, Tokyo                                  | Siège social construit en 1889, fortement endommagé lors du grand séisme de Kantō; abrite à présent le musée mémorial Mitsui                                                                                    |       |
| 自由学園明日館\|Jiyū Gakuen myōnichikan | 1921    | Toshima, Tokyo                                     | Par Frank Lloyd Wright; ancienne école de filles Jiyu Gakuen; la désignation comprend quatre éléments |       |
| Pont Kachidoki (勝鬨橋, Kachidoki bashi) | 1940    | Chūō, Tokyo                                        | Pont mobile |       |
| Pont Kiyosu (清洲橋, Kiyosu bashi) | 1928    | Chūō, Tokyo                                        | Pont suspendu reconstruit après le grand séisme de Kantō |       |
| Auditorium Ōkuma (早稲田大学大隈記念講堂, Waseda daigaku ōkuma kinenkōdō)                                                                                 | 1927    | Shinjuku, Tokyo                                    | Nommé d'après son fondateur, Ōkuma Shigenobu |       |
| Meiji Yasuda Life Insurance siège social, bâtiment principal (明治生命保険相互会社本社本館, Meiji seimei hokensō gogaisha honsha honkan)                  | 1934    | Chiyoda, Tokyo                                     | À présent siège social de la Meiji Yasuda Life Insurance |       |
| Takashimaya Tokyo store (髙島屋東京店, Takashimaya Tōkyō-ten)                                                                                             | 1933    | Nihonbashi, Tokyo                                  | Occupe tout un pâté d'immeuble |       |
| Pont de Bandai (en) (萬代橋, Bandai bashi) | 1929    | Niigata, Préfecture de Niigata                     | 306,9 m de long, 22 m de large |       |
| Barrage de Shiraiwa (白岩堰堤砂防施設, Shiraiwa entei sabō shisetsu)                                                                                      | 1939    | Toyama, Préfecture de Toyama                       | Retenue collinaire pour réduire l'érosion et les inondations; la désignation comprend quatre éléments |       |
| Écluse du canal de Fugan (écluse Nakajima) (富岩運河水閘施設 (中島閘門), Fugan unga suikō shisetsu (Nakajima kōmon))                                      | 1934    | Toyama, Préfecture de Toyama                       | Écluse; la désignation comprend cinq éléments |       |
| Katakurakan (片倉館) | 1928    | Suwa, Préfecture de Nagano                         | Complexe thermal de style occidental; la désignation comprend trois éléments |       |
| Annexe de la villa Atami Hyūga (旧日向家熱海別邸地下室, kyū-Hyūgake Atami betteichika shitsu)                                                             | 1936    | Atami, Préfecture de Shizuoka                      | Par Bruno Taut |       |
| Serres du Zoo Higashiyama et jardins botaniques de Nagoya (名古屋市東山植物園温室前館, Nagoya-shi Higashiyama shokubutsukan)                              | 1936    | Nagoya, Préfecture d'Aichi                         | L'un des premiers bâtiments de fer et de verre dans le pays |       |
| Hinjitsukan great hall (旧賓日館 大広間棟, kyū-Hinjitsukan ōhiroma tō)                                                                                    | 1935    | Ise, Préfecture de Mie                             | Extension de la maison d'hôte de 1887 pour le visiteurs du Ise-jingū |       |
| Haiseiden (俳聖殿) | 1942    | Iga, Préfecture de Mie                             | Par Itō Chūta (伊東忠太) pour la célébration du trois centième anniversaire de Matsuo Bashō; sur le site du château d'Iga Ueno                                                                                  |       |
| Pont Suehiro (末広橋梁, Suehiro kyōryō), | 1942    | Yokkaichi, Préfecture de Mie                       | Pont basculant; ancien pont de chemin de fer de Yokkaichi |       |
| Nomura Hekiunsō (野村碧雲荘), | 1927    | Sakyō-ku, Kyoto                                    | Villa construite pour Tokushichi Nomura II sur le site de Nanzen-ji; les jardins sont alimentés par l'eau du canal du lac Biwa; désignation avec dix-sept éléments dont une scène de théâtre nô et un chashitsu |       |
| Pont Ōe et pont Yodoya (大江橋及び淀屋橋, Ōe bashi oyobi Yodoya bashi)                                                                                    | 1935    | Kita-ku, Osaka                                     | Par la rivière Kyū-Yodo via Nakano-shima; Yodoya Bridge illustrated |       |
| Mengyō Kaikan (綿業会館) | 1931    | Chūō-ku, Osaka                                     | Pour les dirigeants de l'industrie textile |       |
| Installations d'adduction d'eau Mitani; chambre de mesure de l'eau (旧美歎水源地水道施設 量水器室, kyū-Mitani suigenchi suidō shisetsu - ryōsuiki shitsu) | 1926-88 | Tottori, Préfecture de Tottori                     | Ajout de l'ère Shōwa aux installations d'eau des ères Meiji et Taishō; désignation avec dix éléments, l'un datant de l'ère Shōwa                                                                                |       |
| Résidence Ishitani (石谷家住宅, Ishitanike jūtaku) | 1928    | Chizu, Tottori                                     | Désignation avec huit éléments, trois datant de l'ère Shōwa |       |
| Musée du mémorial de la Paix de Hiroshima (広島平和記念資料館, Hiroshima heiwa kinen shiryōkan)                                                           | 1955    | Parc du Mémorial de la Paix d'Hiroshima, Hiroshima | Par Kenzo Tange |       |
| Cathédrale mémorial de la paix de Hiroshima (世界平和記念聖堂, Sekai heiwa kinen seidō)                                                                   | 1954    | Hiroshima, Préfecture de Hiroshima                 | Par Tōgo Murano |       |
| Bâtiment mémorial de Watanabe, Ube (宇部市渡辺翁記念会館, Ube-shi Watanabe ō kinenkan)                                                                    | 1937    | Ube, Préfecture de Yamaguchi                       | Construit par Tōgo Murano; pour l'industriel Watanabe Sukesaku (渡辺祐策) |       |
| Maison Mikawa (三河家住宅, Mikawake jūtaku) | 1928    | Tokushima, Préfecture de Tokushima                 | Illustre la multiplication des matériaux et des styles modernes |       |
| Barrage de Hōnen'ike (豊稔池堰堤, Hōnen-ike entei) | 1929    | Kan'onji, Préfecture de Kagawa                     | 145,5 m de large, 30,4 m de haut |       |
| Installations de chemin de fer de la forêt de Yanase (旧魚梁瀬森林鉄道施設, kyū-Yanase shinrin tetsudō shisetsu)                                          | to 1942 | Préfecture de Kōchi                                | Construction engagée par le Ministère de l'Agriculture et du Commerce en 1911 et poursuivie jusqu'en 1942; désignation avec quatorze éléments, cinq tunnels de l'ère Taishō et neuf ponts de l'ère Shōwa        |       |
| Shime shaft mine intake (旧志免鉱業所竪坑櫓, kyū-Shime kōgyōsho tatekō yagura)                                                                            | 1943    | Shime, Préfecture de Fukuoka                       | Exploitation des gisements de charbon de Kasuya (糟屋炭田); 47,6 m |       |
| Pont levant de la rivière Chikugo (旧筑後川橋梁 (筑後川昇開橋), kyū Chikugogawa kyōryō (Chikugogawa shōkaikyō))                                           | 1935    | Ōkawa, Préfecture de Fukuoka                       | Pont levant; 507,2 m de long |       |
| Résidence Nabeshima (旧鍋島家住宅, kyū-Nabeshima jūtaku)                                                                                                  | 1930    | Unzen, Préfecture de Nagasaki                      | Désignation avec cinq éléments datant des époques Edo, Meiji et Shōwa (un élément, le bâtiment principal) |       |
| Barrage de Hakusui (白水溜池堰堤水利施設, Hakusui tame-ike entei suiri shisetsu)                                                                          | 1938    | Taketa, Préfecture d'Ōita                          | Désignation de deux éléments, le barrage principal et le barrage accessoire |       |
| Installations de production du awamori à Tsukayama (津嘉山酒造所施設, Tsukayama shuzōsho shisetsu),                                                       | 1928    | Nago, Préfecture d'Okinawa                         | Désignation avec deux éléments : le bâtiment principal, qui comprend les quartiers résidentiels et la maison du Koji                                                                                            |       |

(liste complète au 20 février 2012)